# Notopleura macrophylla
Notopleura macrophylla är en måreväxtart som först beskrevs av Hipólito Ruiz López och Pav., och fick sitt nu gällande namn av Charlotte M. Taylor. Notopleura macrophylla ingår i släktet Notopleura och familjen måreväxter. Inga underarter finns listade i Catalogue of Life.